# Phlogacanthus gracilis
Phlogacanthus gracilis är en akantusväxtart som beskrevs av P. Anders. och Isaac Henry Burkill. Phlogacanthus gracilis ingår i släktet Phlogacanthus och familjen akantusväxter. Inga underarter finns listade i Catalogue of Life.